# Jean Baptiste François Jacqueminot
Pour les autres membres de la famille, voir Jacqueminot.
Jean Baptiste François Jacqueminot, 2e comte de Ham (3 octobre 1781 -  Nancy ✝ 10 juin 1861 - La Poterie (Loiret)), était un homme politique français du XIXe siècle.

## Biographie
Fils de Jean-Ignace Jacqueminot et frère aîné de Jean-François Jacqueminot, Jean-Baptiste-François entra en 1799 dans l'administration militaire comme élève commissaire des guerres, fit les campagnes d'Italie (1799-1800), d'Autriche en 1805, de Prusse (1806) et d'Allemagne (1809), de Russie en 1812, et de France en 1814. Il devint ordonnateur des guerres.
Intendant militaire lors de la réorganisation de 1817, grand officier de la Légion d'honneur, conseiller d'État en service ordinaire, il fut mis à la retraite, le 26 juin 1831, comme intendant, mais resta néanmoins attaché à la garde nationale de Paris jusqu'en 1842.
Nommé pair de France le 7 novembre 1832, il prit part aux discussions sur les majorats, sur la Légion d'honneur, sur l'organisation du service de l'état-major et sur le recrutement de l'armée.
À la Révolution française de 1848, il fut relevé de ses fonctions de conseiller d'État, et rentra dans la vie privée.

### Vie familiale
Fils de Jean-Ignace Jacqueminot et de Marie Claire Dumaire (1750 - Nancy ✝ 1820), Jean Baptiste François était le frère aîné de Jean-François Jacqueminot.
Jean Baptiste François Jacqueminot épousa Amélie von Christmann (1789 ✝ 1844). Ensemble, ils eurent :
- Antoinette Claire Amélie (10 mars 1815 - Paris ✝ 1er mai 1888 - Genève), mariée, le 12 août 1835 à Paris, avec Gaspard Lesne de Molaing (1804-1884), receveur général des finances de l'Ain, dont postérité ;
- Pauline (1817 ✝ 19 septembre 1818) ;
- Édouard (23 mars 1820 - Paris Ier ✝ 31 janvier 1893 - Paris VIIIe), maître des requêtes au Conseil d'État, marié, le 21 juillet 1870 à Paris VIIe, avec Nora Maria Mac Swiney (9 octobre 1843 - Macroom (comté de Cork, Irlande) ✝ 4 mars 1884 - Paris), fille de Valentin Mac Swiney (14 février 1806 - Macroom ✝ 16 juin 1862 - Macroom), esquire major au 2e régiment de Lanciers, et belle-sœur du Dr Noël Guéneau de Mussy. Veuf, il se remaria, en 1885, avec la cousine sa défunte épouse, Elisa Mac Swiney (3 juillet 1853 - Macroom ✝ 1922), fille de Joseph Mac Swiney (27 novembre 1811 - Macroom ✝ 12 mai 1877 - Paris VIIe). Édouard eut un enfant de chacun de ses mariages :
  - une fille, Jeanne, mariée à Alfred Mac Leod (18/10/1964-24/9/1919), dont postérité.
  - un fils, marié, sans postérité ;
- Caroline, mariée, dont postérité ;
- Marie (1827 ✝ 1871), mariée avec Amédée Louis Lesourd (1813 ✝ 1876), conseiller général du Loiret, dont postérité.

## Fonctions
- Commissaire des guerres (Premier Empire) ;
- Ordonnateur des guerres ;
- Intendant militaire (1817) ;
- Pair de France le 7 novembre 1832 ;
- conseiller d'État.

## Titres
- 2e comte de Ham (1813) :
  - Successeur au majorat du titre de comte de Ham accordé à son père, le sénateur Jacqueminot[1] ;
  - Confirmation du titre de son père par ordonnance royale du 10 mars 1815[2]).

## Distinctions
- Grand officier de la Légion d'honneur.

## Armoiries
| Figure | Blasonnement |
|        | Armes du comte de Ham, pair de France D'or, à la branche d'oranger de sinople, fleurie d'argent, fruitée au naturel., |